# جاسم مندي
جاسم مندي، حكم كرة قدم بحريني دولي سابق.
و قد حكم في كأس الخليج 1982، وقد أدار مباراة منتخب الكويت لكرة القدم ومنتخب الإمارات لكرة القدم في 24 مارس 1982، وقد حكم في كأس الخليج 1988، وقد أدار مباراة منتخب السعودية لكرة القدم ومنتخب عمان لكرة القدم في 2 مارس 1988، وقد أدار مباراة منتخب الكويت لكرة القدم ومنتخب عمان لكرة القدم في 14 مارس 1988، وقد أدار مباراة منتخب الكويت لكرة القدم ومنتخب السعودية لكرة القدم في 18 مارس 1988. شارك في إدارة مباريات كأس العالم للشباب تحت 20 سنة في روسيا عام 1985 كما وشارك في إدارة مباريات كأس العالم بإيطاليا عام 1990 يشغل حاليا منصب عضو في لجنة التحكيم بالاتحاد الدولي لكرة القدم «الفيفا» منذ يناير 2012.

## روابط خارجية
- جاسم مندي على موقع Soccerway.com (الإنجليزية)
- جاسم مندي على موقع أوليمبيديا (الإنجليزية)